# Hôtel Desmarets de Montdevergues
L'Hôtel Desmarets de Montdevergues, auparavant Hôtel de Capellis, est un bâtiment à Avignon, dans le département de Vaucluse.

## Histoire
Au XVIIe siècle, l'hôtel appartient à la famille d'Aymard.
L'hôtel a été acheté en 1708 et entièrement remanié par François-Élzéar, marquis de Capellis, capitaine de galères, 1er consul d'Avignon, marié en 1707 à Jeanne Marie de Fonseca (1685-1765), d'une famille romaine. François-Élzear de Capellis fait reconstruire l'hôtel en 1710 par les Franque sur les plans de Pierre II Mignard. Vers 1755, la façade est reprise par le fils de Jean-Baptiste Franque, François II Franque, qui l'orne d'un balcon de ferronnerie sur lequel s'ouvrent de larges baies surmontées d'un grand fronton triangulaire. A François-Élzéar de Capellis ont succédé son fils, puis son petit-fils, respectivement Jean Antoine Nicolas François, marquis de Capelis (1711-1772), capitaine des vaisseaux du roi, chevalier de Saint-Louis, et Hippolyte de Capellis (1744-1813), capitaine des vaisseaux du roi en 1786, contre-amiral du tsar de Russie en 1799, chevalier de Saint-Louis, décoré de l'ordre de Sainte-Anne.  
L'hôtel a été conservé par la famille de Capellis jusqu'en 1785, année de sa vente par Hippolyte de Capellis à Charles-Magne Victorin Desmarets, mousquetaire puis capitaine de cavalerie. Son père, le notaire Louis Desmarets, avait acheté la seigneurie de Montdevergues. Au centre du fronton ont été sculptés en 1785 des oiseaux aquatiques, armes parlantes du propriétaire. Desmarets de Montdevergues a émigré lorsque la Révolution a éclaté. Il est mort à Saint-Domingue en 1795. Sa femme a divorcé pour pouvoir récupérer l'hôtel. Elle a vendu l'hôtel en 1829 à César-Auguste-Joseph de Joannis, marquis de Verclos. Il a vendu l'hôtel aux frères Foulc. Au début du XIXe siècle, la famille Foulc, originaire d'Avignon, avait fait fortune à Nîmes dans le commerce de la garance
La loi du 10 août 1871 va permettre une émancipation relative des conseils généraux. L'assemblée départementale veut alors se doter d'un lieu lui permettant d'affirmer son indépendance et sa liberté de se réunir sans obtenir l'autorisation du préfet. Trois ans après le vote de la loi de 1871, le conseil général a décidé d'acquérir l'hôtel Desmarets de Montdevergues, à l'époque hôtel Foulc. Les frères Foulc souhaitant vendre leur hôtel, le préfet de Vaucluse, Scipion Doncieux, demande, le 12 juin 1874, à l'architecte du département, Auguste Tiers, de s'en assurer. La vente a été signée le 20 janvier 1876 pour la somme de 120 000 francs. Le 26 janvier 1876, les travaux d'installation des bureaux de la préfecture et les salles du Conseil général et du Conseil de préfecture sont adjugés.

## Protection
La façade de l'hôtel avec balcon et appuis de fenêtres est inscrite au titre des monuments historiques le 4 octobre 1932.